# Jorcas
Jorcas ist ein Ort und eine Gemeinde (municipio) mit 39 Einwohnern (Stand: 2024) im Zentrum der Provinz Teruel in der Autonomen Region Aragonien im östlichen Zentralspanien. 

## Lage und Klima
Der Ort Jorcas liegt im Süden des Iberischen Gebirges etwa 38 Kilometer (Fahrtstrecke) nordöstlich der Stadt Teruel in einer Höhe von ca. 1355 m. Das Klima ist gemäßigt bis warm; Regen (ca. 535 mm/Jahr) fällt übers Jahr verteilt.

## Bevölkerungsentwicklung
| Jahr      | 1970 | 1981 | 1991 | 2001 | 2011 | 2021 |
| Einwohner | 152  | 98   | 51   | 45   | 43   | 34   |

Die Mechanisierung der Landwirtschaft sowie die Aufgabe bäuerlicher Kleinbetriebe und der daraus resultierende Verlust an Arbeitsplätzen haben in der zweiten Hälfte des 20. Jahrhunderts zu einem deutlichen Bevölkerungsrückgang (Landflucht) geführt.

## Sehenswürdigkeiten

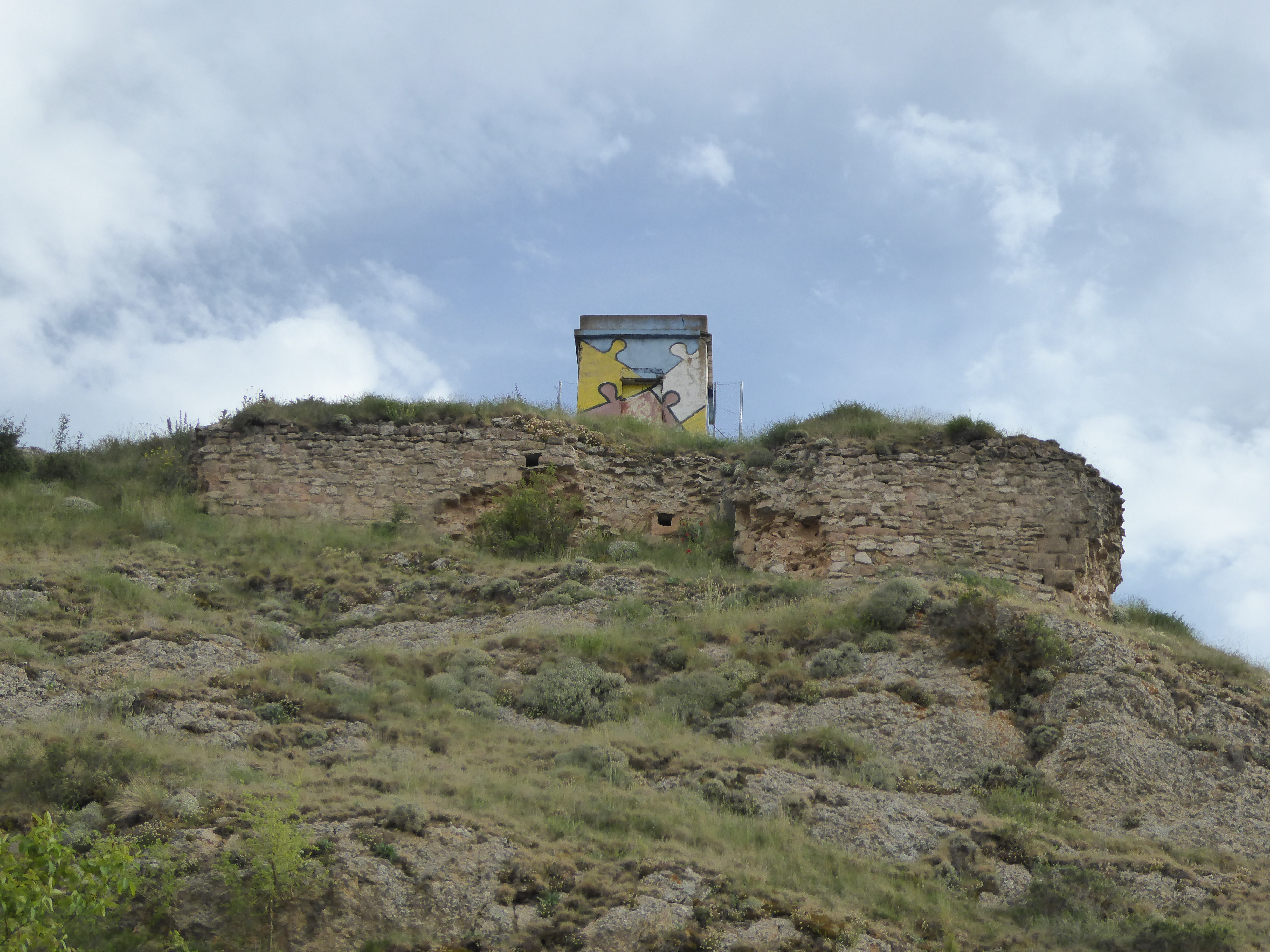
Burgruine
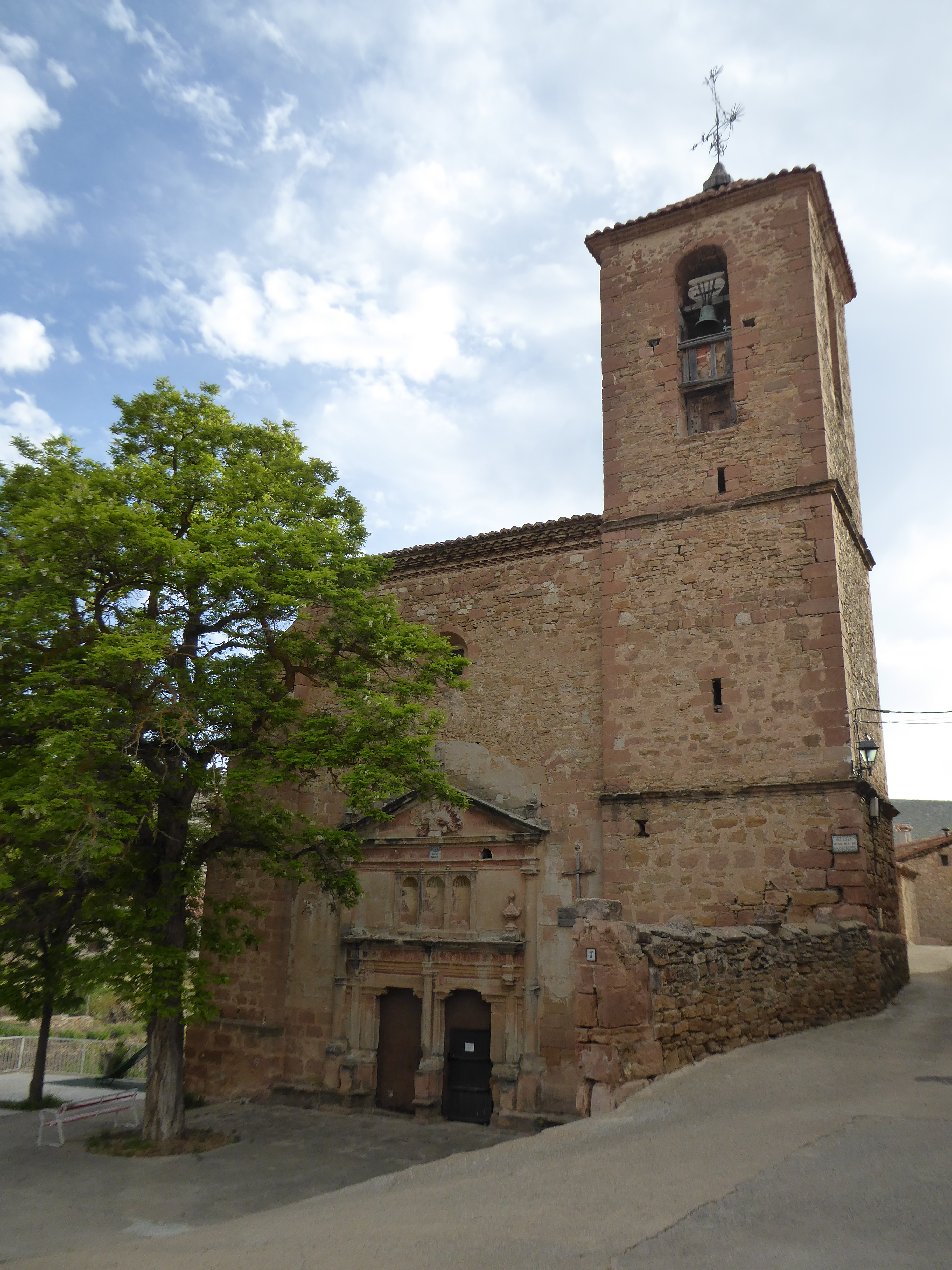
Kirche Mariä Himmelfahrt
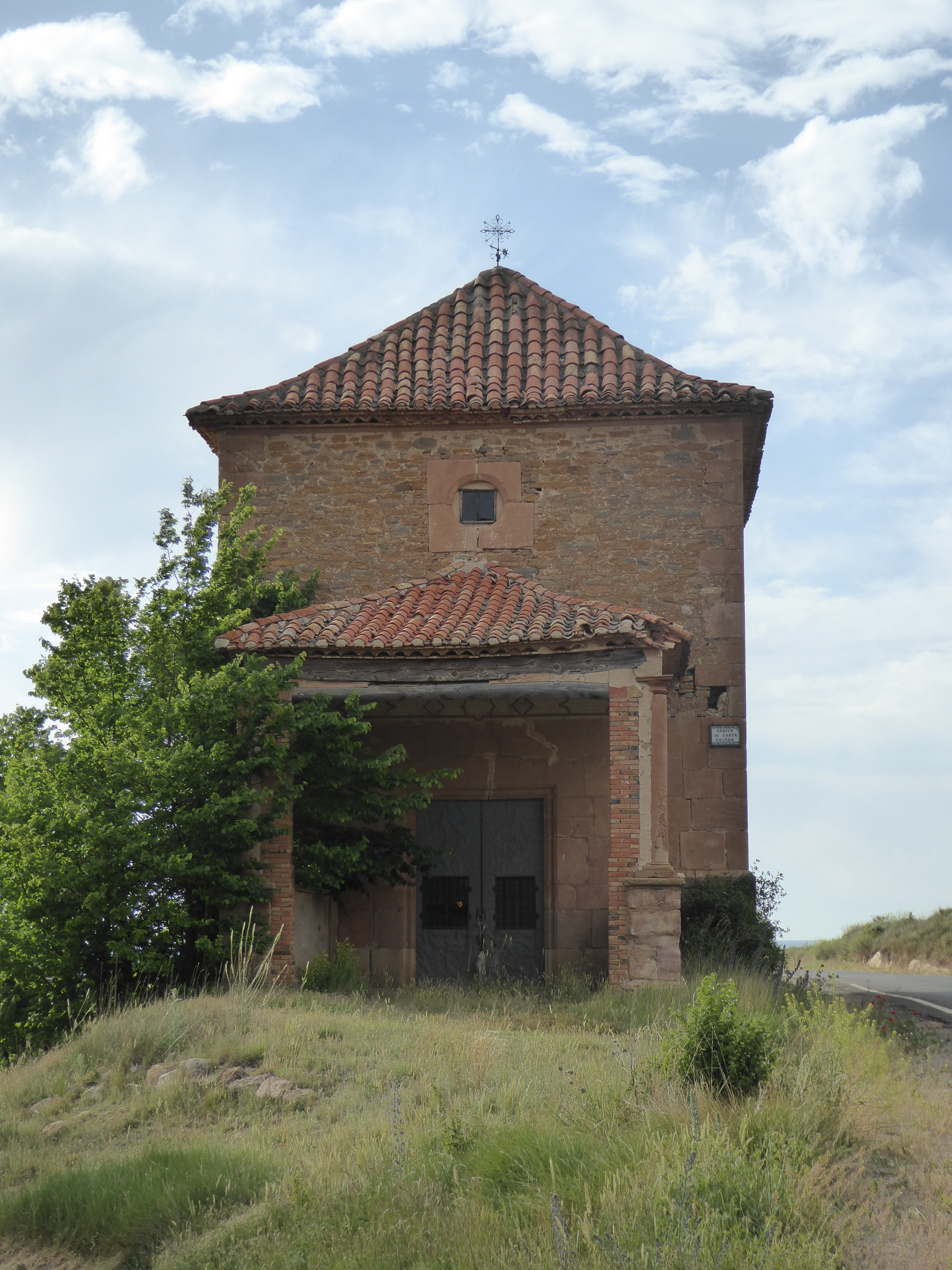
Agathenkapelle
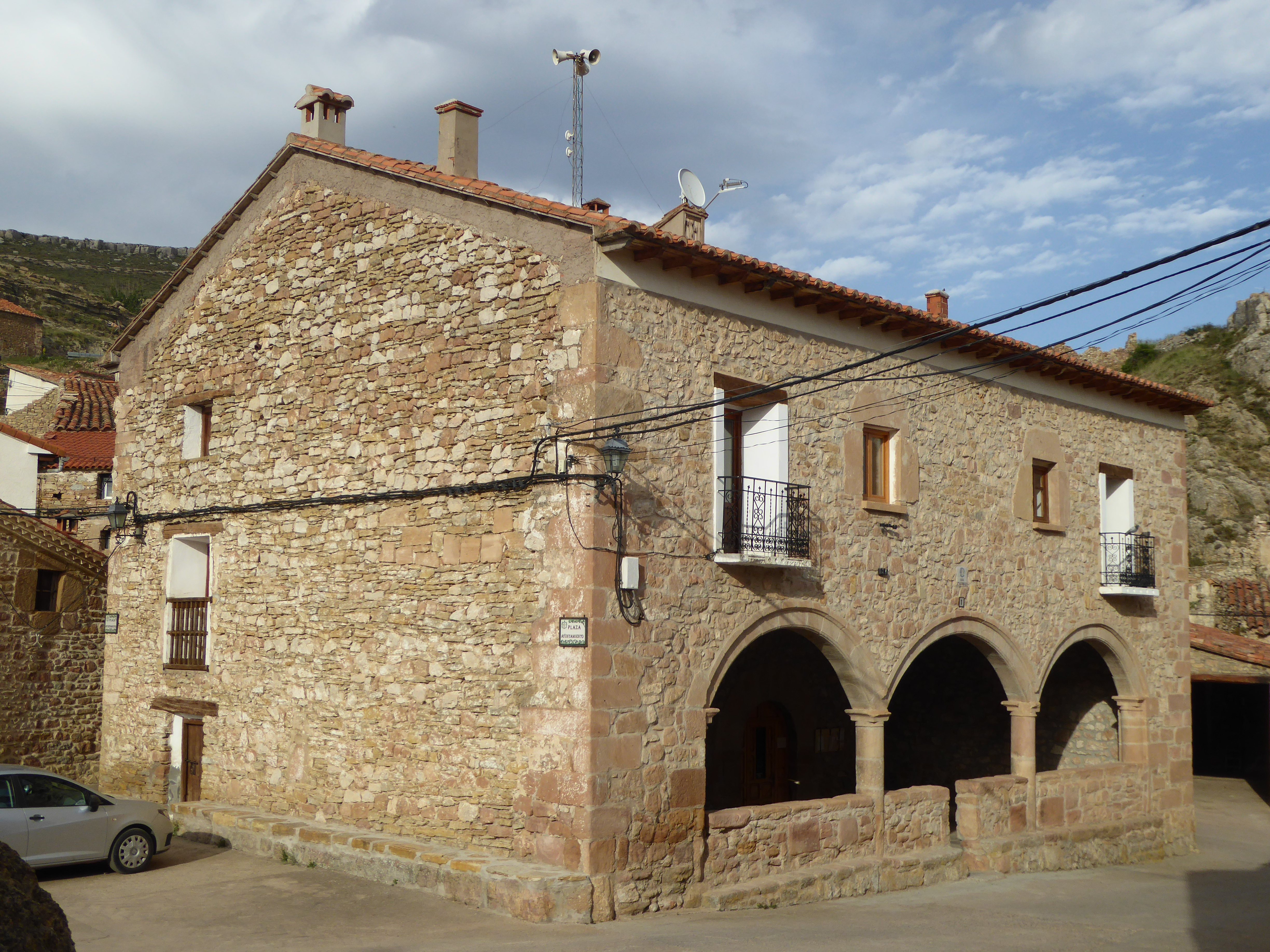
Rathaus

- Burgruine
- Kirche Mariä Himmelfahrt
- Agathenkapelle
- Rathaus